# 攻撃貨物輸送艦
攻撃貨物輸送艦（こうげきかもつゆそうかん）は揚陸艦（輸送艦）の一種。アメリカ海軍で用いられた艦種であり、分類記号はAKA。1969年に英名をAttack Cargo ShipからAmphibious cargo ship（貨物揚陸艦）に変更されたのに伴い、類別記号もLKAに変更されている。

## 概要
第二次世界大戦時に誕生したものであり、上陸戦に対応するために揚陸設備・機材が充実した貨物輸送艦である。攻撃輸送艦(APA)は兵員輸送・揚陸が主任務であるが攻撃貨物輸送艦(AKA)は物資の輸送・揚陸が主任務となっている。戦時標準船を改造し、物資および上陸用舟艇移送用の大型デリックを複数装備している。上陸用舟艇を甲板上に搭載し、多いものでは22隻搭載しているものもあった。
攻撃貨物輸送艦の類別は1943年から行なわれ、改装や新造も含めて第二次世界大戦終戦までに100隻以上が就役した。大戦後は、他任務への転用や予備艦となったものが多い。1945年以降は1954年に「トゥーレア」、1968年から1970年にかけてチャールストン級が整備された。これらは重量貨物輸送用に建造されたものの、ドック型輸送揚陸艦や強襲揚陸艦の大型化・能力向上に伴い陳腐化し、これ以降は建造されていない。
最後の貨物揚陸艦「エル・パソ」は1994年に退役した。

## 攻撃貨物輸送艦の艦級
- ベラトリクス級攻撃貨物輸送艦
- リブラ級攻撃貨物輸送艦
- アンドロメダ級攻撃貨物輸送艦
- アルテミス級攻撃貨物輸送艦
- トーランド級攻撃貨物輸送艦
- AKA-112「トゥーレア」
- チャールストン級攻撃貨物輸送艦